# Carlisle (Kentucky)
Carlisle es una ciudad ubicada en el condado de Nicholas en el estado estadounidense de Kentucky. En el Censo de 2010 tenía una población de 2010 habitantes y una densidad poblacional de 583,51 personas por km².

## Geografía
Carlisle se encuentra ubicada en las coordenadas 38°18′57″N 84°2′0″O / 38.31583, -84.03333. Según la Oficina del Censo de los Estados Unidos, Carlisle tiene una superficie total de 3.44 km², de la cual 3.43 km² corresponden a tierra firme y (0.38%) 0.01 km² es agua.

## Demografía
Según el censo de 2010, había 2010 personas residiendo en Carlisle. La densidad de población era de 583,51 hab./km². De los 2010 habitantes, Carlisle estaba compuesto por el 97.06% blancos, el 0.85% eran afroamericanos, el 0.05% eran amerindios, el 0.35% eran asiáticos, el 0% eran isleños del Pacífico, el 0.3% eran de otras razas y el 1.39% pertenecían a dos o más razas. Del total de la población el 1.29% eran hispanos o latinos de cualquier raza.